# 查瓜爾潘巴縣

03°51′0″S 79°39′0″W / 3.85000°S 79.65000°W
查瓜爾潘巴縣（西班牙語：Cantón Chaguarpamba），是厄瓜多爾的縣份，位於該國南部，由洛哈省負責管轄，面積311.7平方公里，主要農產品是咖啡豆，海拔高度1,050米，人口10,403。